# Зеленополье (бывшее Храбровское сельское поселение, Калининградская область)
Зеленополье — посёлок в Гурьевском городском округе Калининградской области. До 2014 года входило в состав Храбровского сельского поселения.

## История
В 1946 году Крумтайх был переименован в поселок Зеленополье.

## Население
| 2002 | 2010 |
| ---- | ---- |
| 3    | ↘1   |

В 1910 году в Крумтайхе проживало 52 человека.